# (27700) 1982 SW3
1982 أس دابليو 3 (ويعرف أيضًا باسم (27700) 1982 أس دابليو 3 وفق تسمية الكوكب الصغير) (بالإنجليزية: 1982 SW3)‏ هو كويكب ضمن حزام الكويكبات؛ وترتيبه 27700 من حيث الاكتشاف.
اكتُشف هذا الجُرم الفلكي بواسطة جيمس جيبسون ‏ في 28 سبتمبر 1982.

## وصلات خارجية
- (27700) 1982 SW3 في قاعدة بيانات مختبر الدفع النفاث لأجرام النظام الشمسي الصغيرة

- الاكتشاف · مخطط المدار ·  العناصر المدارية · المعلمات المادية

- (27700) 1982 SW3 على موقع ويكي سكاي: DSS2, SDSS, GALEX, IRAS, Hydrogen α, X-Ray, Astrophoto, Sky Map, Articles and images